# اقتصاد كوريا الجنوبية
تمتلك كوريا الجنوبية اقتصاد سوق ترتيبه الخامس عشر عالميًا وفق إلى الناتج المحلي الإجمالي والثاني عشر وفق تعادل القدرة الشرائية، وهذا ما يجعل كوريا الجنوبية ضمن مجموعة العشرين لأكبر اقتصادات العالم. تصنف كوريا الجنوبية ضمن البلدان المتقدمة والأسواق المتقدمة عالية الدخل، وهي عضو في منظمة التعاون الاقتصادي والتنمية، فهي الوحيدة من بين بلاد النمور الآسيوية التي ضمت إلى مجموعة بلدان الإحدى عشر التالية (Next eleven,N-11).
تتمتع كوريا الجنوبية باقتصاد كان من بين أسرع الاقتصادات نموًا في الفترة ما بين الستينيات والتسعينيات في القرن العشرين، وأيضًا كان اقتصادها من بين الأسرع نموًا في العقد الأول من القرن الحادي والعشرين، بالإضافة إلى اقتصادات كل من هونغ كونغ وسنغافورة وتايوان، وهم النمور الآسيوية الثلاثة الآخر. يشير الكوريون الجنوبيون إلى هذا النمو بمعجزة نهر الهان (The Miracle on the Han River 한강의 기적).
مع أن كوريا لا تمتلك موارد طبيعية تقريباً وتعاني باستمرار من الاكتظاظ السكاني في مساحة صغيرة، والذي يحد من النمو السكاني المستمر وتشكل سوق استهلاكية داخلية كبيرة، اتجهت كوريا الجنوبية إلى إستراتيجية الاقتصاد الذي يتوجه نحو التصدير من أجل تنمية اقتصادها، ففي 2012، كانت كوريا الجنوبية سادس أكبر مصدر وسابع أكبر مستورد على العالم. ويصدر بنك كوريا ومعهد تطوير كوريا نشرات بالمؤشرات الاقتصادية الرئيسية والاتجاهات الاقتصادية لاقتصادها كل فترة.
أثناء الأزمة المالية الآسيوية عام 1997، عانى الاقتصاد الكوري الجنوبي من أزمة سيولة واعتمد على حزمة إنقاذ مقدمة من صندوق النقد الدولي تضمنت إعادة هيكلة وتحديث لاقتصاد البلاد مع سياسات أسهمت في تطوير الدولة على مستوى وطني لصناعات تقنية المعلومات وقد وضعت هذه السياسات في عهد الرئيس كيم داي جونغ. وعلى الرغم من التقديرات التي تشير إلى زيادة نمو الاقتصاد الكوري واستقراره الهيكلي، تعاني كوريا الجنوبية من تضرر تصنيفها الائتماني في سوق الأسهم بسبب حالة الاشتباك مع كوريا الشمالية في أوقات الأزمات العسكرية، والتي تولد تأثيرات واضحة على الأسواق المالية في اقتصاد كوريا الجنوبية. مع ذلك، تمتدح مؤسسات مالية معروفة قدرة الاقتصاد الكوري الجنوبي في مواجهة أزمات اقتصادية عدة، مشيرة إلى الدين المنخفض وارتفاع الاحتياطي النقدي الذي يمكن تعبئته سريعًا للتعامل مع الطوارئ المالية.ومن هذه المؤسسات المالية التي تضع كوريا الجنوبية ضمن أسرع أكبر اقتصادات الجيل الجديد مع دول البريك وإندونيسيا مؤسسة البنك الدولي، فتكون كوريا الجنوبية من بين الدول القلائل التي تمكنت من تجنب الركود أثناء الأزمة المالية العالمية.

## لمحة عن الحياة الاقتصادية في جمهورية كوريا الجنوبية
كانت كوريا الجنوبية -إحدى النمور الاسيوية- من افقر دول العالم مثل غانا والسودان في أفريقيا، وذلك حتى عام 1960 بالتقويم الميلادي، حيث بلغ متوسط دخل الفرد فيها حوالي 79 دولار أمريكي في ذلك الوقت، كما صنفت كوريا الجنوبية ضمن البلدان ذات الفرص المنخفضة للتطور بسبب مساحة أرضها الصغيرة حيث يحوطها جبال كثيرة وبسبب قلة المصادر الطبيعية فيها. واليوم تعتبر كوريا الجنوبية من أقوى الاقتصادات العالمية ولها تأثير كبير في القطاعات المختلفة مثل: بناء السفن والإلكترونيات، السيارات، و المنسوجات، والحديد والصلب. وبذلك احتلت كوريا الجنوبية المركز العاشر لأكبر اقتصاد في العالم وذلك في عام 2006، وذلك من حيث إجمالي الناتج القومي والحجم التجاري، وظل الاقتصاد الكوري في نمو مستمر حتى بلغ متوسط دخل الفرد فيها 20 ألف دولار سنوياً، وذلك في عام 2010.
- إحصائيات خاصة بالاقتصاد الكوري لعام 2005:

| إجمالي الدخل القومي لكل فرد | 16291 دولار       |
| إجمالي الناتج المحلي        | 787.5 بليون دولار |
| قيمة الصادرات               | 284.4 بليون دولار |
| قيمة الواردات               | 261.2 بليون دولار |
| احتياطات العملات الأجنبية   | 210.3 بليون دولار |
| معدل النمو الاقتصادي        | %4                |
| عدد السيارات                | 3.69 مليون سيارة  |

من عام 2014 إلى عام 2019، احتلت البلاد المرتبة الأولى بين الدول الأكثر ابتكارًا وفق بلومبيرغ إل بي. حلّت كوريا الجنوبية في المرتبة العاشرة في مؤشر الابتكار العالمي عام 2023، بعد أن كانت في المرتبة السادسة عام 2021، ثم تقدّمت كوريا بقوّة في مجال الابتكار لتحلّ في المركز السادس بين دول العالم وفق مؤشر الابتكار لعام 2024.

### حملة المجتمع الجديد (سيما أول أون دونغ) 새마을 운동

#### التعريف بحملة المجتمع الجديد
كانت حملة المجتمع الجديد (سيما أول اون دونج) بهدف تطوير المجتمع الكوري حيث تم تنفيذها بقيادة رئيس الجمهورية الراحل (بارك جونغ هي) من بداية عام 1971، وفي بداية التنفيذ استهدفت الحملة زيادة دخل الأسر الزراعية وتحسين مستوى المعيشة في الإقليم، ومنذ بداية الحملة تحققت إنجازات ملحوظة انتشرت إلى المدن، الأمر الذي أصبح حملة إصلاحات شاملة تحت ثلاثة مبادئ هي: «الاجتهاد، والاعتماد الذاتي، زالتعاون» في حياة المواطنين اليومية. وكانت هذه الحملة هي حملة شعبية لتحديث المجتمع، فقد شجعت الحكومة المواطنين من خلال تنفيذها للحملة على تحرير واستقلال البلاد الاقتصادي من الاعتماد الأجنبي ودخولها إلى مجتمع الدول المتقدمة.
وبدأت حملة المجتمع الجديد بتنفيذ مشاريعها لتحسين الظروف في القرى الزراعية والسمكية وبخاصة في مجالات إصلاح السقف والمساكن وبناء طرق زراعية وتوسيع الطرق في القرى، بالإضافة إلى إصلاح النهيرات وتزويد القرى والمدن بالكهرباء. ومنذ عام 1972 بدأت الحملة تركز على تعليم وتدريب الفلاحين الشباب وزيادة الدخل في البيوت الزراعية والسمكية.
أما الحملة في المدن فقد جرت من خلال عشر مشاريع، هم: المحافظة على النظام القانوني، تشجيع المستهلكين، زراعة الأشجار، تحسين الشوراع، تطوير الوعي الشعبي، تنظيف المنطقة وجمع وتصنيف النفايات حسب أنواعها، وتنفيذ الحملة في الأسواق، تحسين ظروف المدن بالإضافة إلى تطوير الأقاليم المختلفة.

#### مراحل تنفيذ الحملة
كانت الفترة الأولى لتنفيذ الحملة من عام 1971 حتى عام 1973، فهذه المرحلة مرحلة تمهيدية تركز على إعداد الإعلانات من أجل جذب اهتمام المواطنين و بث روح
```
الوطنية لتنفيذ حملة 
المجتمع
 الجديد ونشرها، وخلال الفترة 
الثانية
 التي كانت من 
عام
 1974 حتى 
عام
 1976، كانت مرحلة التطوير تركز على التغلب على الأزمات 
الاقتصادية
 وتضييق الفجوة بين 
المدن
 و
القرى
 وزيادة الدخل وبداية 
قيام
 حملة 
المجتمع
 الجديد في 
المدن
، أما الفترات من 
عام
 1977 حتى 
عام
 1980، فقد كانت مرحلة اكتمالية تركز على إعداد الأسس الرفاهية للبيوت في المناطق 
الزراعية
 والمناطق 
السمكية
 بجانب الأنهار والبحار.
```

ومن بداية عام 1981، أي منذ انطلاق الجمهورية الخامسة في كوريا الجنوبية، حاولت حملة المجتمع الجديد تغيير طبيعتها للتحول إلى حملة يقودها القطاع الخاص لكنها لم تنجح في ذلك وانخفض حجم الحملة إلى حد كبير . وفي أثناء الفترات ما بين عام 1971 وعام 1984، بلغت التكلفة المستخدمة في تنفيذ هذه الحملة 7.2 تريليون وون كوري، أي بمعدل 517.7 بليون وون سنوياً، وجرى تمويلها من قبل الحكومة بنسبة 57% من إجمالي التكلفة، ومن المواطنين بنسبة 11%، وبتبرع الهيئات الشعبية بنسبة 32%. واستخدم هذا المبلغ في البنية الإنتاجية بنسبة 22.2%، والتربية والتعليم بنسبة 2.8%. وبالإضافة إلى تنفيذ الحملة في المدن والمصانع بنسبة 4.7%.

#### نتائج الحملة
وحققت حملة المجتمع الجديد نتائج ملحوظة إلى حد كبير، حيث أسهمت في التزويد الغذائي الذاتي من خلال التوسيع في مرافق الري وتوسيع الأراضي الزراعية، وزيادة الدخل في البيوت الزراعية والسمكية، ومن خلال تطوير طرق زراعية بطريقة أكثر علمية، وإيجاد فرص عمل إضافية للفلاحين، وضمان أسعار مناسبة للمنتجات الزراعية، وإنشاء مصرف خاص للبيوت الزراعية وتحسين نظام التسويق حول المنتجات الزراعية والسمكية وتحسين جودة المنتجات وزيادة الطاقة الإنتاجية وتنفيذ مختلف النظم الرامية لرفاهية العمال والفلاحين، فيمكن القول أن أكبر إنجاز حققته هذه الحملة هو الإسهام في تحديث طرق الري الزراعية والسمكية التي ساعدت الظروف وأساليب المعيشية، وباختصار يمكن القول أن حملة المجتمع الجديد كانت حملة اجتماعية مهدت طريقاً نحو التنمية الإقتصادية التي حققتها كوريا الجنوبية في السبعينيات. ومن ناحية أخرى تميزت هذه الحملة بطبيعتها السياسية المخططة من قبل الحكومة الدكتاتورية لتخفيف احتجاج المواطنين عليهم عن طريق الحصول على تأييد الفلاحين والجمهور .

## مراحل النمو الاقتصادي في جمهورية كوريا الجنوبية

### عقبات النمو الاقتصادي في كوريا
واجهت كوريا الجنوبية عدة عقبات في طريقها للنمو الاقتصادي وتتمثل هذه العقبات في الآتي:
1. مساحتها صغيرة: حيث تبلغ مساحة كوريا حوالي 100,000 كم مربع، ومنها حوالي 70% أراضٍ جبلية غير مناسبة للزراعة والتطور الصناعي.
2. قلة المصادر الطبيعية ومصادر الطاقة
3. الحروب المستمرة: حيث تعرضت كوريا للإحتلال أكثر من مرة كان آخره احتلالها من قبل اليابان الذي استمر لمدة 36 سنة والذي عد عقبة أساسية في طريق التنمية الاقتصادية وذلك لأن أغلب الصناعات الكورية بنيت أثناء الاستعمار الياباني، وأيضاً حرب الكوريتين الذي دمّر غاباتها بالكامل أثناء الحرب التي استمرت لمدة ثلاث سنوات من 1950~1953.

### اسباب التغلب على العقبات التي تواجه النمو الاقتصادي
تتلخص هذه الأسباب في أربع نقاط أساسية وهي كالآتي:

#### وجود قوة عمل وفيرة مع مهارات عالية
تمتلك كوريا الجنوبية قوة عمل هائلة مع مهارات عالية، ذلك بجانب الانتشار السريع للتعليم الحديث وارتفاع عدد الطلاب في المدرسة الابتدائية والمتوسطة عندما كانت أكثر شيوعا في الستينيات والسبعينيات على التوالي. وقد فاق عدد خريجي كلية الهندسة في كوريا الجنوبية عددهم في بريطانيا وألمانيا والسويد، وذلك في أوائل الثمانينيات، الأمر الذي أدى بدوره إلى توفير الموارد البشرية المناسبة للمساهمة في سرعة النمو الاقتصادي في كوريا الجنوبية.

#### السياسات الاقتصادية الحكومية
كانت للحكومة الكورية سياسة اقتصادية تهدف إلى تحفيز التصنيع الكوري، وذلك عن طريق وضع عدة سياسات منها: سياسة أجر الحكومات، سياسة تحديد الأجور المتدنية، الترويج للتنمية الصناعية، تفضيل المشروعات الصناعية الكبيرة على المشروعات الصغيرة والمتوسطة، وتفضيل الصناعة على الزراعة. وعلى الجانب الآخر ساعد الاستثمار الخارجي في نمو الاقتصاد الكوري مثل استثمارات اليابان والولايات المتحدة الأمريكية في الستينيات والسبعينيات، كما ساهمت سياسة التصدير إلى الخارج في نمو الاقتصاد، ليس هذا فحسب وإنما وضعت لكوريا مكاناً مميزاً في السوق العالمية نظراً لخفض أسعار منتجاتها مقارنة بغيرها وكان هذا في أواخر الثمانينيات.

#### معدل التوفير المرتفع
تمتلك كوريا الجنوبية معدل توفير مرتفع حيث سجلت أعلى معدلات التوفير منذ الثمانينيات، كما أنها صاحبة أعلى معدل توفير بين أعضاء منظمة التعاون والتنمية الاقتصادية. واستخدمت كوريا هذا التوفير كاستثمار لرأس المال مما أدى إلى تطور الاقتصاد وتنميته.

#### الأيدي العاملة
كانت الأيدي العاملة تعمل تحت ظروف متدنية من الأجور ولكنها تعمل لأكثر من 50 ساعة بالإسبوع تحت شعار "إعلاء المصلحة العامة على المصلحة الخاصة" مما أدى إلى ظهور الصناعات الكبرى في كوريا.

## مراحل تطور الصناعات في كوريا الجنوبية
بعد الحرب الكورية، بدأت كوريا في إعادة بناء بلدها من جديد وذلك من خلال المساعدات الخارجية, وبدلاً من سد الاحتياجات المحلية بالإستيراد من الخارج، ركّزت كوريا كل جهودها على الإنتاج المحلي عن طريق الصناعات الخفيفة التي لا تحتاج لرأس المال أو المهارات العالية أو الإدارة، مثل: صناعة الغذاء والمنسوجات.وفي الستينيات انتقلت كوريا إلى مرحلة جديدة للتصنيع حيث بدأت في خطة اقتصادية لمدة خمس سنوات بدأت عام 1962 هدفها تطوير الاقتصاد والاتجاه إلى تصدير الصناعات الخفيفة كالمنسوجات والخشب المصفح والجلود، وجعل ذلك من كوريا منافساً كبير نظراً لانخفاض أسعارها نتيجة تَدّني الأجور فيها مما عوض قلة الموارد الطبيعية ومصادر الطاقة ورأس المال.
واستطاعت كوريا أن تجذب الاستثمارات الخارجية من الولايات المتحدة الأمريكية واليابان ومع بداية السنة الثانية في الخطة الاقتصادية الخمسية ارتفع الاقتصاد الكوري بمعدل أعلى من 10% سنوياً. وبنجاح مرحلة التصدير للمنتجات الخفيفة بدأت كوريا مرحلة جديدة من التنمية الاقتصادية حيث بدأت التركيز على إنشاء شبكة نقل واسعة لربط المدن ببعضها، وأخذت تسخّر كل جهودها للتنمية الصناعية وزيادة الاستثمار حيث بلغ إجمالي الصادرات لأقاليم كوريا عام 1977 حوالي 10 بليون دولار أمريكي . ويوضح الجدول الآتي التغير في التركيز الوظيفي في كوريا الجنوبية:
| الصناعة  | 1960 | 1970 | 1980 | 1990 | 2000 | 2006* |
| -------- | ---- | ---- | ---- | ---- | ---- | ----- |
| الأولية  | 83.0 | 50.4 | 34.0 | 17.9 | 10.9 | 6.5   |
| الثانوية | 4.5  | 14.3 | 22.5 | 27.6 | 20.2 | 18.7  |
| الثالثة  | 12.5 | 35.3 | 43.5 | 54.5 | 68.9 | 74.8  |

بدأت كوريا بعد ذلك في الصناعات الثقيلة مثل: صناعة البتروكيماويات والفولاذ وصناعة السفن والسيارات والإلكترونيات. وبعدها بدأت في تصدير المنتجات الثقيلة إلى الخارج كما يوضحه الجدول الآتي:
المساهمة الكورية في السوق العالمية وتصنيفها
| الصناعة          | 1990  | 1995  | 2000  | 2004                 |
| ---------------- | ----- | ----- | ----- | -------------------- |
| السيارات         | 2.7%  | 5.0%  | 5.3%  | 5.5% (المرتبة الـ6)  |
| صناعة السفن      | 23.8% | 30.4% | 36.0% | 33.2% (المرتبة الـ1) |
| الأجهزة المنزلية | 3.4%  | 4.5%  | 5.6%  | 5.8% المرتبة الـ4)   |
| أشباه الموصلات   | 3.1%  | 10.4% | 7.4%  | 10.9% (المرتبة الـ3) |
| الحديد والصلب    | 3.0%  | 4.9%  | 5.1%  | 4.5% (المرتبة الـ5)  |
| المنسوجات        | 6.6%  | 5.6%  | 5.0%  | 3.5% (المرتبة الـ5)  |
| البتروكيماويات   | 1.8%  | 5.0%  | 5.2%  | 5.1% (المرتبة الـ5)  |
| الماكينات العامة | 0.9%  | 1.6%  | 1.9%  | 2.3% (المرتبة الـ13) |

وفي أواخر السبعينيات واجهت كوريا أزمة في نموها الاقتصادي بسبب كساد الاقتصاد العالمي وزيادة الحواجز التجارية بين الدول المتقدمة وزيادة الأجور المحلية. وبعدها بدأ الاقتصاد الكوري في الانتعاش من جديد وذلك في الثمانينيات حيث كانت دورة الألعاب الأولمبية في سيئول (العاصمة الكورية) عام 1988, والتي لم تدعم التكوين الصناعي فحسب بل امتد تأثيرها إلى سوق الاستهلاك المحلي الذي حفّز الصناعات التقنية، مثل: صناعة الحواسيب والأجهزة الالكترونية. وفي التسعينيات أنتجت كوريا بالفعل أحدث التقنيات، مثل: أشباه الموصلات والإلكترونيات. وابتعدت كوريا عن فكرة الاستثمار مع اليابان والأمم المتحدة فقط وبدأت في التنوع الاقتصادي ليشمل: الصين، أوروبا، آسيا، شمال ووسط أمريكا. وفي عام 1996 انضمت كوريا إلى منظمة التعاون والتنمية الاقتصادية باعتبارها الدولة الحادية عشر في العالم من حيث الحجم الاقتصادي.

## الاقتصاد الكوري والأزمة الإقتصادية الآسيوية (1997)

### التعريف بالأزمة

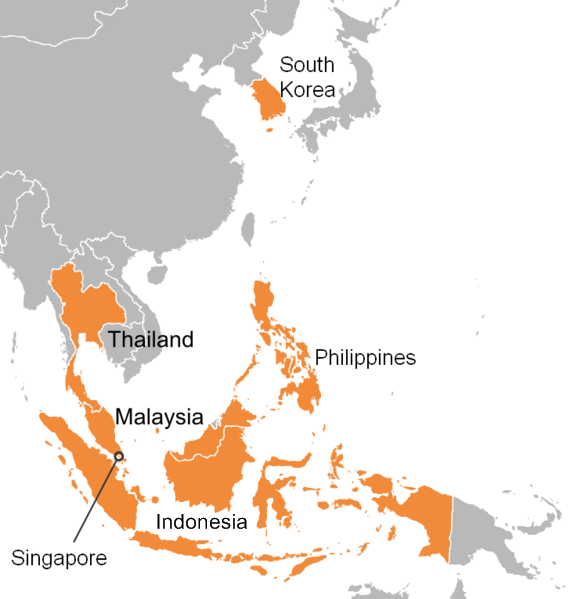
كوريا الجنوبية احدى الدول المتأثرة بالأزمة المالية الآسيوية (1997)

شهدت النمور الآسيوية يوم الاثنين الموافق 2/10/1997م ما يسمى بالاثنين الأسود حيث شهدت فيه انهياراً شديداً في الأسواق المالية. وقد امتدت الأزمة التي بدأت في تايلاند لاعتبارها أضعف الحلقات في المنظونة الآسيوية عندما قام ستة من كبار تجار العملة في بانكوك بالمضاربة على خفض العملة الوطنية «البات» وذلك بعرض كمية كبيرة منها للبيع، مما أضعف من قدرة الحكومة في الحفاظ على عملتها بسبب تآكل الاحتياطي خاصة بعد قرار الأجانب بالانسحاب من السوق  إلى باقي دول المنطقة مثل أندونيسيا، كوريا الجنوبية، سنغافورة، ماليزيا، الفليبين وغيرها من الدول. وفي هذه الأزمة تأثر الاقتصاد في كوريا الجنوبية تأثرا شديداً حيث سجلت مؤشرات الأسهم فيها معدلات منخفضة جداً وصلت إلى 1211 نقطة, ممثلة أكبر انخفاض في أسعار السوق خلال ثلاثين عاماً.

### الأزمة المالية في اسيا وتفاصيلها في كوريا الجنوبية
حققت كوريا الجنوبية نموا اقتصاديا سريعا ليس له مثيل في العالم، وذلك منذ نهاية الستينيات، وقد أطلق على الفترة التي تم فيها تحقيق تنمية اقتصادية سريعة في كوريا الجنوبية بعد انتهاء الحرب الكورية شعار "معجزة على
نهر هان".

#### أسباب الأزمة المالية في كوريا
قد واجهت كوريا الجنوبية بعض النقاط الضعيفة في البنية الاقتصادية، حيث اعتمد الاقتصاد الكوري اعتماداً كبير على الدول الخارجية التي دخلت إلى السوق وكذلك على رأس المال والتكنولوجيا الخارجية، وتأثر بالتغيرات في الاقتصاد المتقدم مثل اليابان والولايات المتحدة الأمريكية. وشهدت كوريا الجنوبية إفراطا في الاعتماد على أكبر شريكين تجاريين هما اليابان والولايات المتحدة الأمريكية، الأمر الذي أدى إلى زيادة حادة في الديون الخارجية لكوريا الجنوبية وزيادة الأعباء على الاقتصاد الكوري، وتفاقم هذا الوضع لأن الاقتصاد الكوري لم يعتمد على عدد كبير من الشركات المتوسطة وصغيرة الحجم، بل سيطر عليها عدد قليل من الشركات الكبرى. ومنحت الحكومة الكورية مزايا تفضيلية لبعض الشركات الكبيرة بحيث ازداد تأثيرها على الاقتصاد الكوري في الوقت الذي انخفضت فيه فاعليتها الإدارية بسبب قلة التنافس، كما واجهت كوريا مشكلات خطيرة أخرى على الترابط بين السياسة والاقتصاد والفساد والتقلبات في اسعار النفط الخام والمواد الأولية في الأسواق الدولية التي تزداد اهميتها في عملية النمو الاقتصادي.
وبدأت الأزمة المالية في عام 1997 في الدول النامية جنوب شرق آسيا مثل تايلاند، ماليزيا، أندونيسيا وامتدت إلى كوريا الجنوبية التي عانت من وطأة الديون الخارجية, وانخفاض احتياطات العملات الأجنبية وانخفاض قيمة العملة الكورية ال «وون» وازدادت الديون الخارجية لكوريا الجنوبية من 89 مليار دولار أمريكي عام 1994 إلى 154.4 مليار دولار أمريكي في نوفمبر عام 1997, وازداد معدل البطالة من 2.7% إلى 8.7% في أوائل عام 1997 وأدى انخفاض قيمة الوون الكوري بشكل حاد إلى ارتفاع أسعار السلع المستوردة وارتفاع أسعار السلع الاستهلاكية وانخفاض الطلب المحلي بشكل ملحوظ. الأمر الذي أدى إلى إفلاس كثير من الشركات وانهيار أسعار الأسهم.

#### تداعيات الأزمة وصندوق النقد الدولي
اضطرت الحكومة الكورية إلى الموافقة على قبول المعونات الاقتصادية المقدرة بـ57 مليار دولار أمريكي من صندوق النقد الدولي وكان الاقتصاد الكوري موضوعا تحت مراقبة الصندوق وقيوده، وطلب صندوق النقد الدولي من الشركات الكورية الكبرى ببعض الإصلاحات مقابل المعونات المالية.
وتتلخص هذه الإصلاحات في النقاط التالية:
- خفض الشركات التابعة لها من خلال شرائها أو دمجها بحلول عام 1999.(على سبيل المثال، خفضت مجموعة شركات هيونداي عدد شركاتها من 68 شركة إلى 30 شركة)
- التركيز على المجالات الرئيسية المحددة. (على سبيل المثال: تركز مجموعة دايو على صناعة السيارات)
- خفض الديون لكي تصل نسبة الديون من رأس المال إلى أقل من 2:1 .
- القضاء على التبادل المالي بين الشركات التابعة وتوسيع الاستقلال المالي.
- انفصال ملكية الشركة عن إدارتها.

#### سياسة الحكومة بعد الازمة
واتخذت الحكومة الكورية الإجراءات اللازمة للحفاظ على الاستقرار لقيمة الوون الكوري ومنع الأموال من الخروج فارتفعت سعر الفائدة بنسبة كبيرة، وأجرت إصلاحا جذريا في النظام المالي وقضت على الفساد. وتعرضت القطاعات المالية لعمليات إصلاح، فتم دمج المؤسسات المالية الضعيفة مع المؤسسات المحلية أو الدولية، وتمت خصخصة كثير من مؤسسات الحكومة والمؤسسات العامة التي تمتعت بمزايا تفضيلية من الحكومة الكورية. وخلال عمل إصلاح البنية الاقتصادية تم فقدان مليوني فرصة عمل. وانخفضت الاستثمارات من الخارج والداخل. وازداد الناتج المحلي الإجمالي عام 1997 ب 6.2% ولكنه انخفض في عام 1998 بنسبة 5.8%.
وأجريت الإصلاحات في البنية الاقتصادية بقيادة الحكومة الكورية وتعاون الشعب الكوري معها طوعا. ومن أجل سداد الديون الخارجية تبرع المواطنون الكوريون بالمجوهرات بما فيها الذهب للحكومة الكورية الأمر الذي أدى إلى زيادة احتياطات الذهب في البلاد، وتعاون المواطنون الكوريون طوعا مع الحكومة الكورية من أجل إنعاش البلاد التي عانت من الأزمة المالية. وبعد سنة على اتخاذ الحكومة إجراءات مشددة ومساهمة المواطنين الكوريين، بدأت قيمة الوون تزداد تدريجيا وبدأ الاقتصاد الكوري يتعافى مرة أخرى، ثم شهدت البلاد ازديادا كبيرا في مجالات الإنتاج والاستثمار. والواردات والصادرات والقوى الشرائية المحلية وانخفاض معدل البطالة. وفي عام 1999 أسس أكثر من 30000 شركة جديدة مما جعل الحكومة الكورية تقلق من الفورة الاقتصادية، وبعد عام 2000, تخلص الاقتصاد الكوري من الأزمة المالية تخلصا تاما وعاد إلى حالته الطبيعية وارتفعت قيمة الوون التي بلغت 2000 وون في مقابل الدولار الأمريكي في حالة الأزمة المالية بشكل تدريجي إلى 900 وون مقابل الدولار الواحد عام 2006. وبلغت الديون الخارجية 120 مليار دولار عام 2006 وشكلت 55% من احتياطات العملات الخارجية. وسجل مؤشر البورصة للأسهم والسندات المالية رقما قياسيا في ديسمبر عام 2006 وأصبحت البورصة الكورية مقصدا للاستثمارات من جميع أنحاء العالم، وبقي معدل البطالة على نسبة 3% من عام 2002, أي أقل من نسبة 6.7% في الدول الأعضاء في منظمة التعاون والتنمية الاقتصادية، وشهدت كوريا زيادة مطردة في الصادرات التي تقود النمو الاقتصادي الكوري، بحيث حققت فائضا تجاريا 14.9 مليار دولار عام 2003 و 29.7 مليار دولار عام 2004 و 23.5 مليار دولار عام 2005. وأظهرت الإحصائيات الاقتصادية أن كوريا الجنوبية تغلبت على الأزمة المالية وشهدت طفرة اقتصادية كدولة كبرى فاعلة في التجارة والاقتصاد العالمي.

### الأزمة المالية وتأثيرها على سوق المال في كوريا الجنوبية
أثناء الأزمة المالية انخفض سعر العملة المحلية الـ«وون» أمام سعر الدولار الامريكي بنسبة 41% وذلك خلال الفترة من حزيران 1997 إلى حزيران 1998م. وقامت الشركات الأجنبية بسحب رؤوس أموالها من السوق ونقلها إلى استثمارات جديدة في بلاد أخرى. ولأن الاقتصاد الكوري اعتمد اعتماداً كبير على الاستثمارات الخارجية _ خاصة اليابان والولايات المتحدة الأمريكية_ في نموه الاقتصادي، أدى سحب هذه الشركات استثماراتها إلى الخارج انيهاراً سريعاً في الاقتصاد الكوري أثناء هذه الأزمة.
وبجانب الشركات التي سحبت استثماراتها من كوريا الجنوبية، هناك شركات أخرى أعلنت إفلاسها و مجموعة شركات أخرى تم الاستحواذ عليها من قبل شركات أخرى، مثل: استحواذ شركة «جينيرال موتورز_General Motors» للسيارات على شركة «دايو موتورز» للسيارات, وأيضاً استحواذ شركة «هيونداي _HUNDAI» للسيارات على شركة «كيا موتورز_ كيا MOTORS» وبسبب انسحاب بعض الشركات وإفلاس البعض الآخر أدى ذلك إلى ارتفاع الدين العام للبلاد مقارنة بالناتج المحلي لها أثناء الأزمة. وعلى الجانب الآخر قد انخفضت كوريا الجنوبية في التصنيف الإئتماني لها من قبل مؤسسة التصنيف الإئتماني "MOODY'S" من المستوى "A1" إلى المستوى "A3" في تشرين الثاني عام 1997, واستمرت في ذلك إلى أن وصلت إلى المستوى "B2" في كانون الأول من نفس العام.

### الازمة المالية وتأثيرها على سوق العمل في كوريا الجنوبية
لقد امتد تأثير الأزمة المالية بشكل كبير على سوق العمل في كوريا الجنوبية، تمثل هذا التأثير في ارتفاع نسبة البطالة_ التي كانت تمثل 4.2% قبل الأزمة عام 1996م_ إلى 15.3% بعد الأزمة (في الفترة من 1998~2000م). ولم تكن نسبة البطالة وحدها التي ارتفعت بل أيضا نسبة البطالة المفتعلة_ ويقصد بذلك هؤلاء الذين كانوا يعملون وفقدوا وظائفهم_ وقد ارتفعت هذه النسبة من 50% إلى 92.5%. وقد اتبعت الحكومة الكورية سياسة توظيف جديدة لخلق فرص عمل لمواجهة خطر البطالة، وتتمثل هذه السياسة في سياسة العمل بوظائف مؤقتة_ متأثرة في ذلك بالإسلوب الغربي_ وذلك في إطار ما يسمى "إعادة الهيكلة التحرّرية الجديدة لسوق العمل". وبسبب هذه السياسة الجديدة ا
اتسعت الفجوة بين عدد الوظائف الثابتة والوظائف المؤقتة بشكل كبير وملحوظ، وكانت نسبة العاملين بدوام جزئي هي 92% من إجمالي العاملين في عام 1999م، الأمر الذي يشير إلى انقسام سوق العمالة إلى جزئين فيما يطلق عليه عملية «الازدواج».
وفي حين أن العاملين بدوام ثابت والعاملين بدوام جزئي يعملون بنفس عدد ساعات العمل تقريباً وهي 47.1 ساعة/الاسبوع للأول، و 47.5 ساعة/الأسبوع للأخير؛ إلا أن ما يمثل 74~94% من العاملين بدوام ثابت يحصلون على تأمينات صحية، اجتماعية، بدل التوظيف، ومعاشات تقاعدية وغيرها من التأمينات ولا تتعدى هذه النسبة في العاملين بدوام جزئي الـ20% على أقصى تقدير.